# Calsonic Kansei
A Calsonic Kansei Corporation (em japonês: カルソニックカンセイ株式会社, Calsonic Kansei Kabushiki-gaisha) foi uma companhia com sede em Saitama no Japão, fabricante de módulos automotivos como ar-condicionados, exaustores, compressores e painés de instrumentos. Foi resultado da fusão da Calsonic e da Kansei em 1999.

## História da empresa
Em 25 de agosto de 1938, a Calsonic Corporation foi fundada como Nihon Radiator Manufacturing Company, Ltd., sendo radiadores sua principal linha de produto . O primeiro presidente da empresa foi Nagao Gentaro . Em 1952, a empresa foi renomeada mais simplesmente como Nihon Radiator Company . A Nissan Motor compraria 60% das ações da empresa em abril de 1954 com o objetivo de garantir o fornecimento de radiadores para seus veículos  . No mesmo ano, a Nihon Radiator começou a produzir silenciadores e, um ano depois, começou a produzir aquecedores de automóveis .
O nome "Calsonic" foi usado pela primeira vez em 1976 para se referir à primeira fábrica fora do Japão da Nihon Radiator, localizada no estado da Califórnia, nos Estados Unidos, que combinando as iniciais do estado com a palavra "sonic", de velocidade sônica, refletia o sonho de expansão da empresa . Em 1988, a Nihon Radiator mudou seu nome para Calsonic Corporation em comemoração ao seu 50º aniversário .

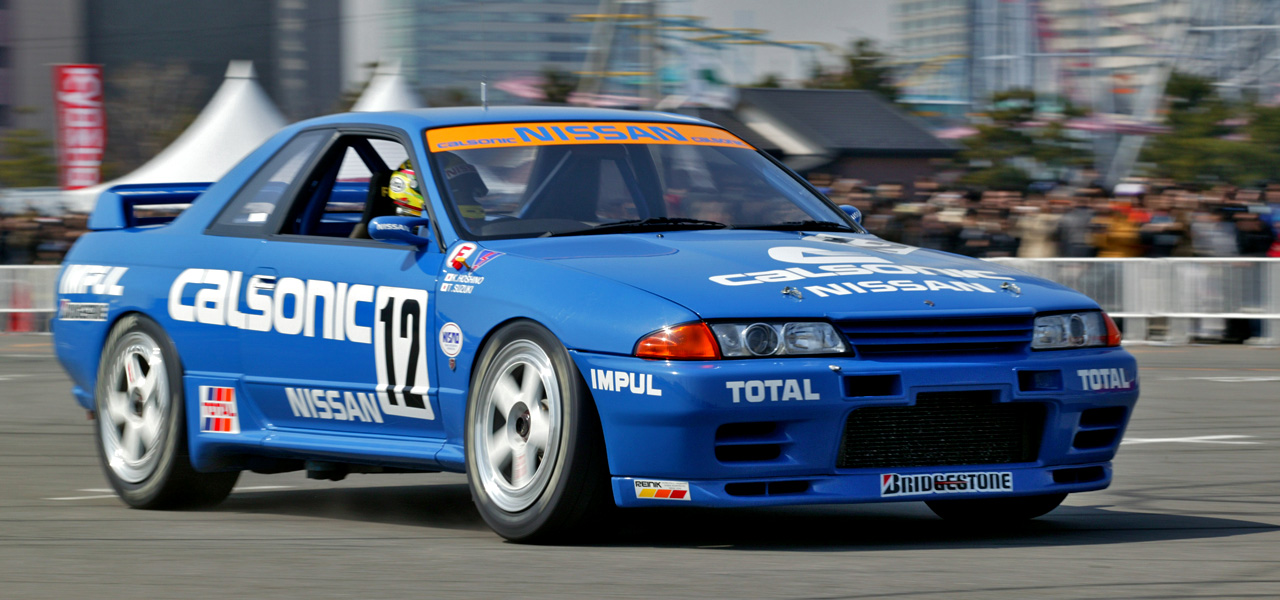
Nissan Skyline R32 do Grupo A

A Kansei Corporation foi fundada em 25 de outubro de 1956 como Kanto Seiki Company, Ltd., um desmembramento da Nissan Motor, tendo como principal produto os painéis de instrumentos  . Em 1960, a sede da empresa e a fábrica seriam transferidas de Akabane, Kita, na metrópole de Tóquio, para a cidade de Ōmiya, na atual cidade de Saitama . 
Em 1 de abril de 2000, Calsonic e Kansei se fundiram, formando Calsonic Kansei . A Nissan aumentou sua participação na empresa de 27,6% para 41,7% em janeiro de 2005 .
Em 22 de novembro de 2016, a empresa de investimento americana KKR & Co. anunciou a compra da Calsonic Kansei por US$ 4,5 bilhões, superando as empresas de investimento privadas rivais Bain Capital e MBK Partners . A KKR declarou que sua intenção ao comprar a Calsonic Kansei seria ajudar sua expansão internacional enquanto o mercado japonês local da empresa estava a encolher.  Em 23 de março de 2017, a KKR concluiu oficialmente a oferta pública de aquisição da Calsonic Kansei .
Em 22 de outubro de 2018, a Calsonic Kansei anunciou que seria fundida com a fabricante de componentes Magneti Marelli, da Fiat Chrysler Automobiles (FCA), adquirida pelo fundo controlador KKR por US$ 7,1 bilhões (€ 6,2 bilhões), sendo a oferta anterior da empresa de quase US$ 5,9 bilhões foi considerada muito baixa pela FCA . Em maio de 2019, a Calsonic Kansei e a Magneti Marelli se uniram sob uma única marca, Marelli, como parte de sua estratégia para competir em escala global .

## Patrocínios

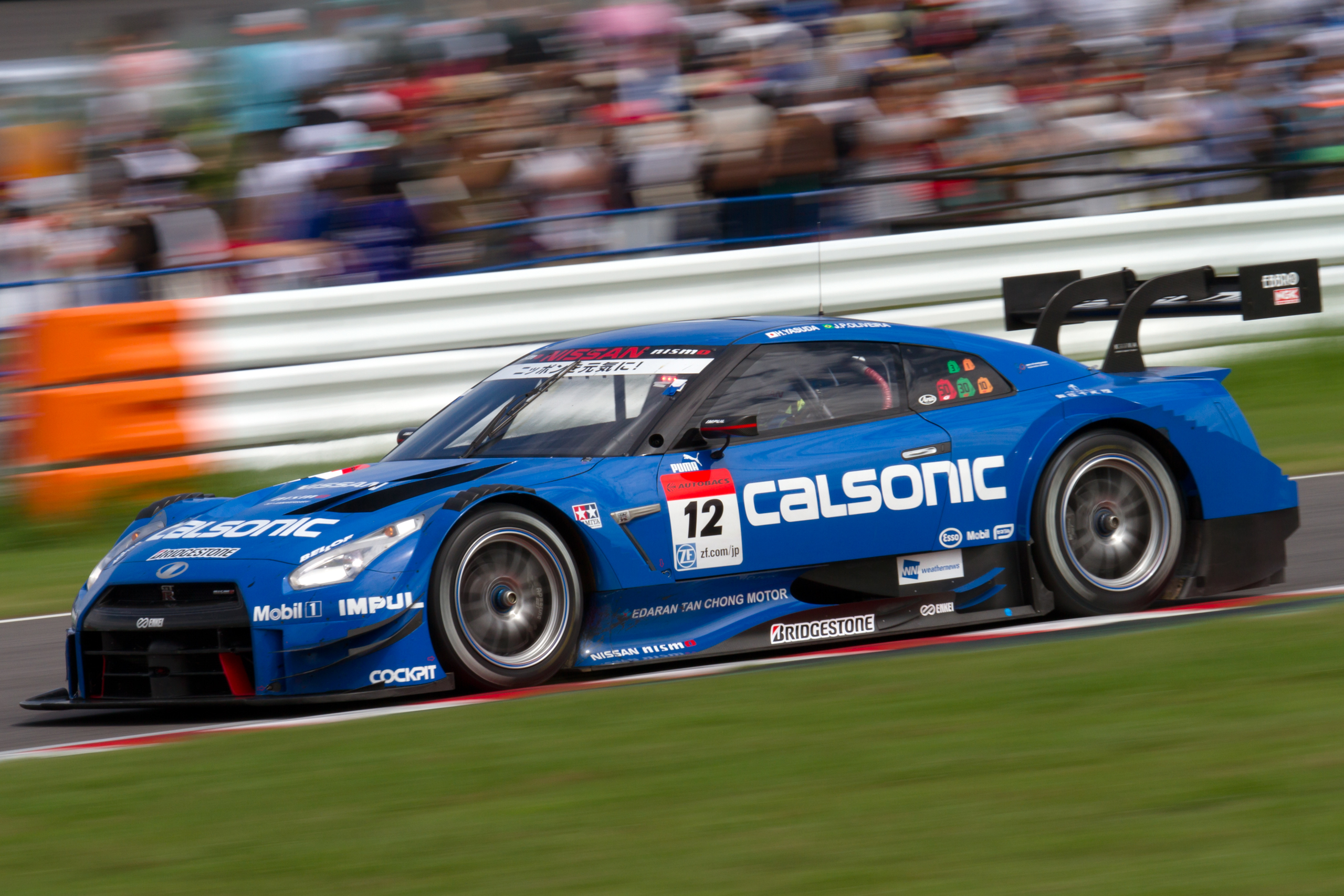
Carro da Super GT com patrocínio da Calsonic Kansei.

A Calsonic Kansei foi principalmente associada à equipe de corrida Team Impul do empresário japonês Kazuyoshi Hoshino, que o patrocinava-o desde 1982, quando ainda era a Nihon Radiator Company. Após 43 anos de colaboração, o Team Impul, gerenciado pelo filho de Kazuyoshi, concordou com a Marelli em gradualmente retirar o nome da Calsonic de seus veículos, sendo esta também um dos patrocínios de maior duração da história do automobilismo .
Patrocinou também a equipe Mclaren-Honda de Fórmula 1 em 2016 .